# يان لنسن
يان لنسن (ولد في 19 يناير 1913) هو لاعب كرة قدم هولندي سابق، كان يلعب مهاجماً.